# Ворделл Грей
Во́рделл Грей (англ. Wardell Gray; 13 лютого 1921, Оклахома-Сіті, Оклахома — 24 травня 1955, Лас-Вегас, Невада) — американський джазовий саксофоніст (тенор).

## Біографія
Народився 13 лютого 1921 року в Оклахома-Сіті, Оклахома. Зростав у Детройті; спершу вчився грати на кларнеті, потім переключився на альт-саксофон. Підлітком грав у різних гуртах, зокрема з Джиммі Рейчелом; Бенні Керью. Грав з Ерлом Гайнсом (1943—45) перед тим, як переїхав на Західне Узбережжя, де працював з Бенні Картером (1946), Біллі Екстайном (1947), Верноном Еллі. Упродовж цього періоду став популярним завдяки студійним записами та концертам завдяки промоутеру Джину Норману і джем-сесія з Декстером Гордоном; записав «The Chase», першу версію відомого запису з Гордоном у 1947 році; також записувався з Чарлі Паркером, включаючи «Relaxin' at Camarillo».
У 1948 році переїхав до Нью-Йорка із секстетом Бенні Гудмена; виступав у Royal Roost з оркестром Каунта Бейсі, з секстетом Тедда Демерона, біг-бендом Гудмена (1948—49); знову з Бейсі у невеликих гуртах та біг-бенді (1950—51). Останні своїх декілька років провів на Західному Узбережжі; працював з Сонні Кріссом, Гемптоном Гейвсом, Френком Морганом; часто брав участь у сесіях, включаючи з Луї Беллсоном (1952—53). Послідовник школи Лестера Янга, пізніше зазнав впливу Чарлі Паркера.
Мав проблеми з наркотичною залежністю. Помер 24 травня 1955 року в Лас-Вегасі, де мав виступати з Бенні Картером на відкритті готелю Moulin Rouge Hotel, у віці 34 років, при загадкових обставинах; його тіло було знайденом обабіч дороги в пустелі.

## Дискографія
- Los Angeles All Stars (Prestige, 1953)
- Memorial Volume One (Prestige, 1955)